# Marcus Herennius (consul en -93)
Marcus Herennius est un homo novus, il est le premier membre de sa famille à avoir atteint le consulat, en 93 av. J.-C.

## Biographie
Le nom Herennius dérive d'un prénom de langue osque et est très répandu en Italie et dans les provinces dès l'époque républicaine, ce qui rend difficile d'attribuer une origine géographique précise à Marcus Herennius.
Plusieurs émissions de deniers au nom d'Herennius, datées par Michael Crawford des années 108-107 av. J.-C. indique que Marcus Herrenius a été magistrat monétaire.
En 93 av. J.-C., et contre toute attente, il bat à l'élection consulaire Lucius Marcius Philippus, qui pourtant bénéficiait d'une origine prestigieuse, disposait de nombreuses relations et était un orateur brillant, tandis que Herennius n'était de l'avis de Cicéron qu'un orateur moyen, parlant avec une correction appliquée. Cette victoire pourrait s'expliquer par l'influence du parti populaire et le soutien d'un réseau de notables italiens dont Herennius est probablement issu.
Le Livre des Prodiges de Julius Obsequens rapporte de nombreux phénomènes inquiétants sous le consulat de C. Valerius et M. Herennius, dont, lors de deux sacrifices offerts par Herennius, l'absence de lobe du foie de la victime. Des cérémonies de lustration permirent de détourner les malheurs annoncés et d'avoir une année calme.